# Enceinte de Caernarfon
L'enceinte de Caernarfon est une muraille défensive médiévale protégeant la ville de Caernarfon, au pays de Galles.
Édifiée entre 1283 et 1292, sous le règne d'Édouard Ier, cette enceinte mesure 734 m de long et comprend huit tours et deux corps de garde. Très endommagée lors de la révolte de Madog ap Llywelyn, en 1294, elle est reconstruite à grands frais l'année suivante. Son importance militaire diminue à partir du XVIe siècle, mais elle n'est jamais détruite. Depuis 1986, elle fait partie du patrimoine mondial de l'UNESCO avec d'autres fortifications édouardiennes de la région.

## Histoire

### XIIIesiècle

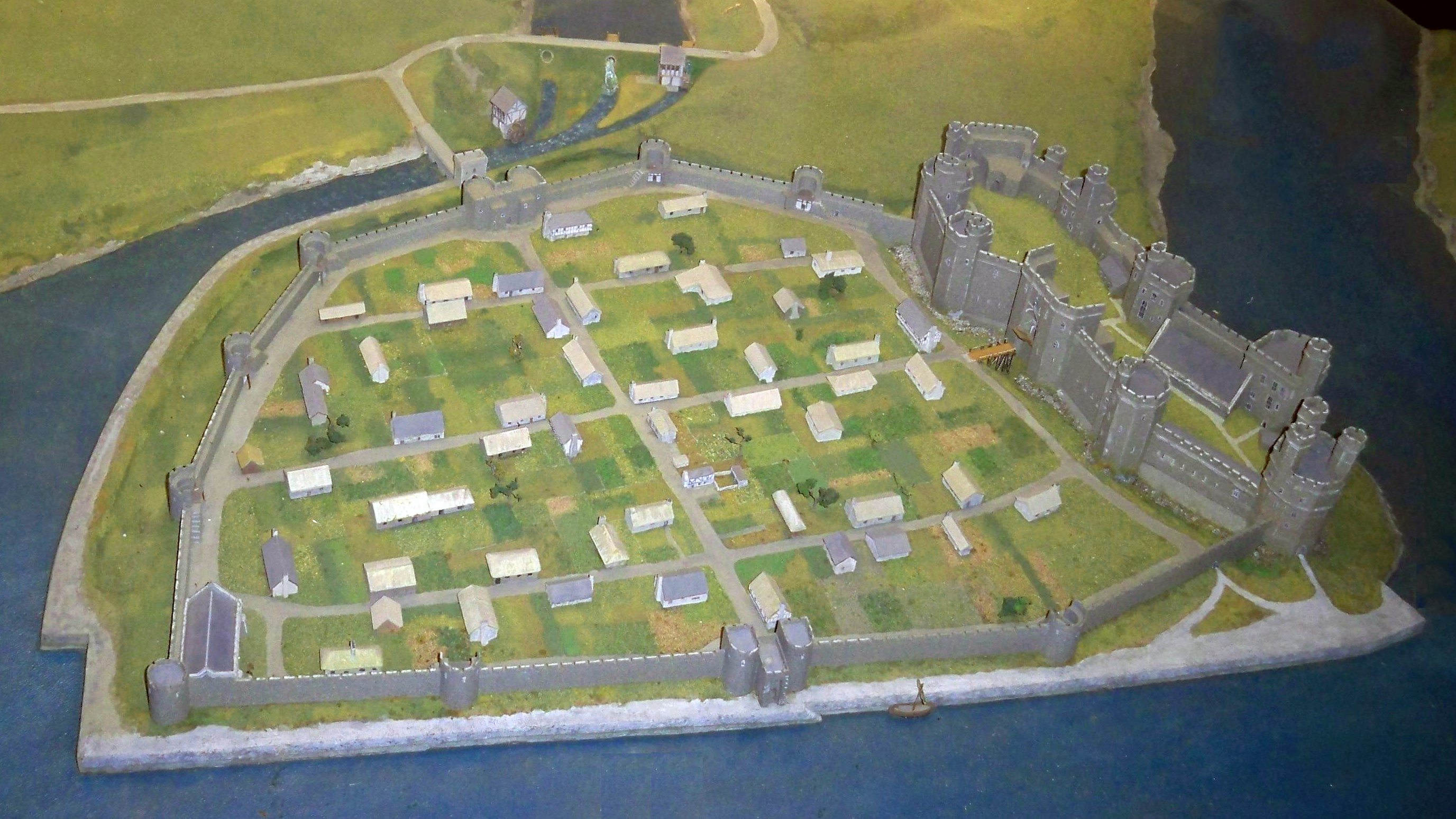
Reconstitution de la ville de Caernarfon à la fin du XIIIe siècle.

Le site de Caernarfon est occupé dès l'époque romaine, avec le fort de Segontium. Au Moyen Âge, les princes gallois et les Normands s'y installent également. Sa longue histoire, décrite dans le Mabinogion, en fait un lieu important dans l'imaginaire culturel et politique des Gallois de l'époque. La lutte entre les princes gallois et les rois anglais pour le contrôle de la région commence dans les années 1070 et connaît un renouveau dans la seconde moitié du XIIIe siècle, jusqu'à l'intervention du roi Édouard Ier en 1282. Il prend le contrôle de la région de Caernarfon à l'été 1283. Dans le cadre d'une entreprise de colonisation systématique des Galles du Nord, il décide d'y fonder un château et une ville fortifiée pouvant accueillir des immigrants anglais, susceptible de devenir le siège d'un nouveau comté. Le site de Caernarfon est choisi pour son importance symbolique, afin de témoigner de la puissance anglaise, dont l'enceinte fortifiée doit être un signe supplémentaire.
Les historiens ont longtemps considéré que la conception des défenses de Caernarfon était inspirée des bastides, ces villes nouvelles créées à l'époque en France (y compris en Guyenne, possession des rois d'Angleterre) qui se caractérisent par leur plan de rues en damier et leurs défenses qui comprennent à la fois une enceinte et un château. Des travaux plus récents ont mis en évidence une influence davantage anglaise dans la création des villes nouvelles édouardiennes. Dans le cas de Caernarfon, le plan de la ville s'est adapté à la présence de l'ancienne motte castrale normande, dont le site est utilisé à l'époque d'Édouard comme place du marché.

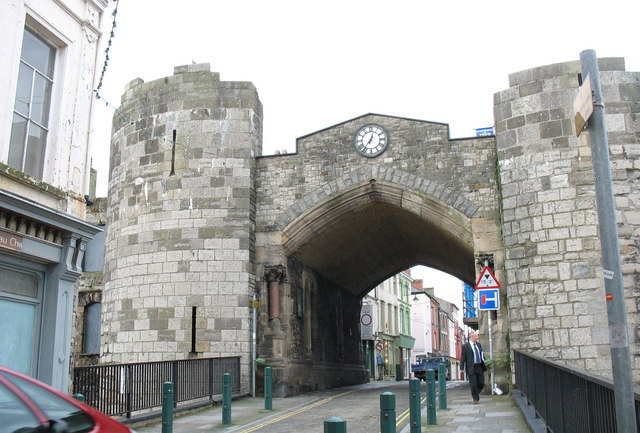
La porte Est présente des éléments architecturaux médiévaux, mais aussi des.

L'enceinte de Caernarfon est construite en même temps que le château sous la supervision de Jacques de Saint-Georges, le maître architecte d'Édouard dans les Galles du Nord. Il est représenté sur place par un certain Richard l'Ingénieur (Richard the Engineer) entre 1283 et 1284, puis par un certain Walter de Hereford entre 1295 et 1308. Walter pourrait avoir été responsable d'une partie de l'enceinte dès avant 1295,. Un grand nombre d'ouvriers sont mobilisés dans toute l'Angleterre pour participer aux travaux : ils sont réunis à Chester, puis envoyés sur les chantiers gallois pour y travailler durant toute la belle saison,. L'enceinte progresse rapidement, et les murs et les portes semblent avoir été achevés en 1292 au plus tard,. Son coût s'élève à 3 500 £ environ, une somme considérable pour l'époque,,.
En 1284, Édouard nomme son ami Othon de Grandson connétable de Caernarfon et justiciar des Galles du Nord. Dix ans plus tard, en 1294, la région est secouée par la révolte de Madog ap Llywelyn. Malgré son enceinte, la ville de Caernarfon est prise d'assaut par les Gallois. Les murailles sont gravement endommagées et le château, encore inachevé, est incendié. Édouard réagit énergiquement : il reprend le contrôle de Caernarfon dès l'année suivante et ordonne la réparation de son enceinte avant 1295, pour un coût d'environ 1 195 £. Cette somme, qui correspond à la moitié du prix de construction initial, suggère que les dégâts causés par les Gallois ont été considérables.

### Depuis leXIIIesiècle

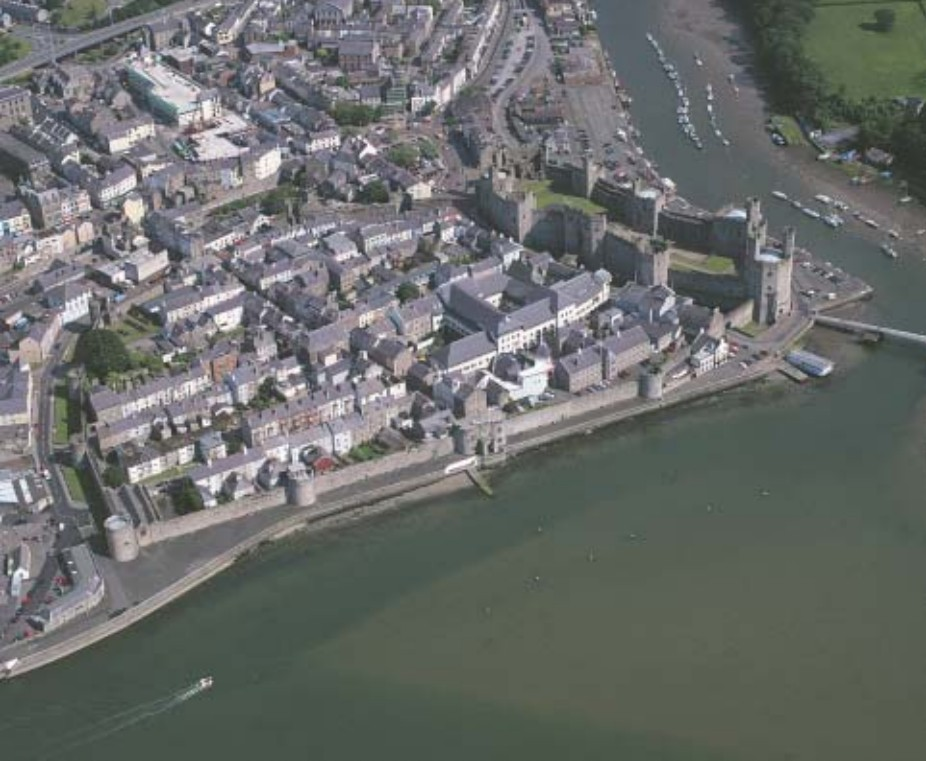
L'enceinte et le château de Caernarfon vus du nord-ouest.

La ville nouvelle de Caernarfon est peuplée de colons anglais principalement originaires des comtés frontaliers du Cheshire et du Lancashire, et l'enceinte est en partie conçue pour encourager l'immigration en donnant un sentiment de sécurité aux habitants. Elle n'attire cependant qu'un nombre d'immigrants modéré : en 1298, on n'y dénombre que 59 burgages (des propriétés de la Couronne louées à des particuliers), soit significativement moins qu'à Conwy ou qu'à Beaumaris, et la situation ne s'améliore pas au XIVe siècle.
En 1400, le prince gallois Owain Glyndŵr se révolte contre l'autorité anglaise. Malgré deux tentatives de s'emparer de Caernarfon, en 1403 et 1404, les murailles de la ville tiennent bon. En 1485, l'avènement de la maison Tudor, d'origine galloise, amorce un apaisement des relations anglo-galloises et des changements dans l'administration de la région,. L'enceinte et le château de Caernarfon perdent de leur importance militaire, et les Gallois reçoivent l'autorisation de s'installer dans la ville en 1507,,.
Vers 1800, la corporation municipale de Caernarfon entreprend un programme de modernisation qui comprend la percée de nouvelles portes dans l'enceinte de la ville. Certaines tours sont également converties en bâtiments administratifs, et les corps de garde sont rénovés pour accueillir des bureaux modernes. La ville se développe considérablement au XIXe siècle grâce au commerce de l'ardoise et à l'ouverture de la ligne de chemin de fer reliant Chester à Holyhead. La poussée démographique se traduit par la construction de nouveaux logements le long de l'enceinte médiévale, aussi bien du côté intérieur qu'extérieur, si bien qu'elle est devenue complètement invisible par endroits. La muraille passe progressivement aux mains de l'État au XXe siècle et ces logements sont démolis.
L'enceinte de Caernarfon est actuellement gérée par l'organisme public Cadw, qui a ouvert une petite section du chemin de ronde au tourisme,. L'enceinte fait partie du patrimoine mondial de l'UNESCO depuis 1986 au sein du site « Châteaux forts et enceintes du roi Édouard Ier dans l'ancienne principauté de Gwynedd ». Elle est également protégée par la législation britannique en tant que monument classé de grade I et scheduled monument.

## Architecture

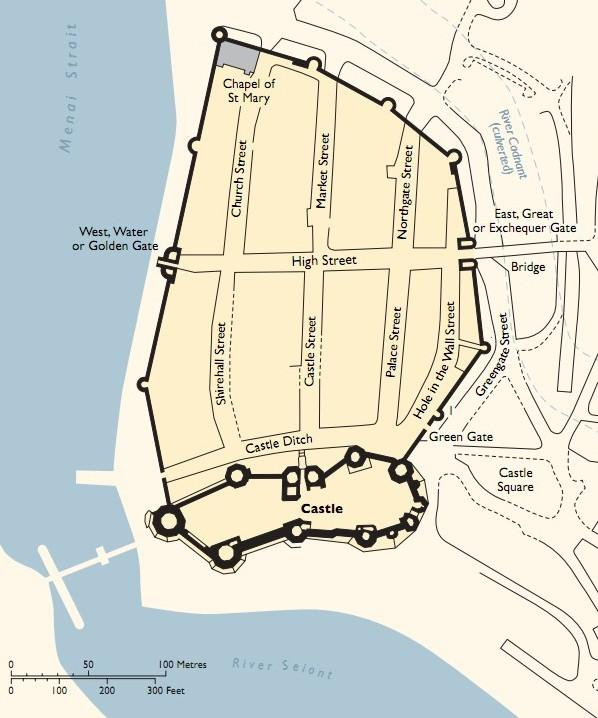
Plan de l'enceinte au XXIe siècle.

Dans son état actuel, l'enceinte de Caernarfon, remarquablement bien conservée, constitue un circuit continu de 734 m de long autour de la ville, pour une superficie enclose de 4,18 ha,,. Elle est construite dans le même calcaire du Carbonifère que le château de Caernarfon. Sur les huit tours de l'enceinte, la plupart n'ont pas de mur à l'arrière et comprenaient à l'origine des ponts en bois amovibles, afin d'isoler des sections de la muraille des assaillants.
L'enceinte originelle comprenait seulement deux portes, l'une à l'ouest et l'autre à l'est. La première, face au port, est également appelée « Porte d'Or » (Porth-yr-Aur en gallois) à l'époque médiévale, en référence aux murailles de Constantinople,. Elle était défendue par une herse jusqu'à des travaux menés au XIXe siècle qui ont vu l'ajout d'éléments gothiques. La deuxième porte, à l'est, permettait d'entrer en ville depuis les terres. Elle surplombait la Cadnant, une rivière aujourd'hui recouverte. Le corps de garde abrite des bureaux officiels jusqu'aux années 1960 : d'abord l'échiquier, puis l'hôtel de ville et enfin le hall de guilde,. Il ne subsiste pas grand-chose du corps de garde originel depuis les travaux des XVIIIe et XIXe siècles, sinon la base des tours,. Aux deux portes d'origine se sont ajoutées de nouvelles portes percées ultérieurement, dont Northgate, Greengate et l'entrée de Market Street.
Le coin nord-ouest de l'enceinte abrite une chapelle du XIVe siècle dédiée à la Vierge Marie, qui emploie la seule tour circulaire complète de la muraille comme sacristie. D'autres tours situées sur le mur ouest ont été réutilisées : l'une d'elles relève des bureaux du comté après avoir servi de prison au XIXe siècle ; une autre est utilisée par le Royal Welsh Yacht Club depuis le XIXe siècle ; une troisième a été convertie en maison de vacances par le Landmark Trust,.